# Tecla Marinescu
Tecla Marinescu   (Constanța, 4 de gener de 1960) és una piragüista romanesa, especialista en aigües tranquil·les, que va competir durant la dècada de 1980.
El 1984 va prendre part en els Jocs Olímpics d'Estiu de Los Angeles, on disputà dues del programa de piragüisme. Formant equip amb Agafia Constantin, Nastasia Ionescu i Maria Ştefan guanyà la medalla d'or en la prova del K-4, 500 metres, mentre en el K-1, 500 metres fou quarta.
En el seu palmarès també destaquen dues medalles de bronze al Campionat del Món de piragüisme en aigües tranquil·les, el 1983 i 1986.